# Фресине
Фресине (фр. Frayssinet) насеље је и општина у јужној Француској у региону Миди Пирене, у департману Лот која припада префектури Гурдон.
По подацима из 2011. године у општини је живело 325 становника, а густина насељености је износила 19,31 становника/km². Општина се простире на површини од 16,83 km². Налази се на средњој надморској висини од 347 метара (максималној 413 m, а минималној 221 m).

## Демографија
| 1962. | 1968. | 1975. | 1982. | 1990. | 1999. | 2011. |
| ----- | ----- | ----- | ----- | ----- | ----- | ----- |
| 212   | 262   | 264   | 241   | 251   | 279   | 325   |

График промене броја становника у току последњих година